# Jakob Wäch
Pour les articles homonymes, voir Wach.
Jakob Wäch (né le 10 janvier 1893 à Glaris, mort le 23 novembre 1918 à Saint-Gall) est un peintre suisse.

## Biographie
Fils d'un boucher, Jakob Wächl grandit à Glaris. Jakob Wäch se décide à une carrière artistique et se forme à Saint-Gall et, à partir de 1911, à Munich. Après son retour en Suisse au début de la Première Guerre mondiale, il se lie d'amitié avec le peintre et constructeur d'avions Alexander Leo Soldenhoff. Il est appelé dans le bataillon de Glaris au moment de la grève générale de 1918 en Suisse et, comme beaucoup de soldats, meurt de la grippe espagnole en 1918.
Son œuvre survivante comprend environ 100 dessins et 30 peintures à l'huile, dont le Grand Autoportrait de 1917 est le plus important. En 1919, la Kunsthaus de Zurich organise une rétrospective. La première monographie sur l'artiste et son œuvre est publiée pour l'exposition Auf ein Bild hin à l'automne 1997 à la Kunsthaus Glarus (de).